# Беззубки
Беззубки (лат. Anodonta) — род пресноводных двустворчатых моллюсков семейства унионид (Unionidae).
Распространены в Евразии (около 50 видов) и Америке. Обитают на илистом или песчаном грунте пресноводных водоёмов с медленным течением.

## Биологическое описание
Раковина удлинённо-овальная, длиной до 20—25 см, передний конец закруглён, задний заострён. У большинства видов раковина тонкостенная, с одинаковыми створками, без замковых зубов (отсюда название рода), внутри с перламутром. На задней (спинной) стороне створки соединены упругой связкой (лигаментом), которая автоматически открывает их при ослаблении действия мышц-замыкателей. Передвижение по грунту осуществляется при раскрытии створок раковины с брюшной стороны, в щель между которыми моллюск высовывает ногу — мускулистый клинообразный вырост, при помощи которого медленно ползёт по дну, при этом на илистом грунте могут прочерчиваться характерные глубокие борозды. При опасности беззубка втягивает ногу и захлопывает раковину с помощью двух мышц-замыкателей, концы которых прикреплены к разным створкам.
Края мантии образуют лишь зачаточные сифоны. Через входной сифон поступает вода со взвешенными частицами пищи. Ток воды создаётся биением ресничек, покрывающими внутренние стороны мантии и жабры. Гонимая ресничками вода поступает в мантийную полость к ротовому отверстию, загоняется в него, поступает в пищеварительную систему. Таким образом, беззубки являются фильтраторами. Дыхательные процессы осуществляются одновременно с питанием. Поступающая через сифон вода омывает жабры — решётчатые двухслойные образования, расположенные по бокам ноги, которые поглощают растворённый в ней кислород и выделяют углекислый газ, удаляющийся с током воды через выводной сифон.
Нервная система беззубки, как и у большинства двустворчатых моллюсков, образована тремя парами ганглиев — одна над пищеводом, вторая — в туловище, третья — в ноге. Ганглии связаны между собой отростками нервов. Органы чувств развиты слабо и представлены чувствительными клетками, рассеянными в мантии, отростках вводящего сифона и в эпителии ротовых лопастей. Недалеко от ножных ганглий имеется пара небольших статоцистов, отвечающих за координацию, и осфрадий (органов химического восприятия).

## Размножение
Глохидии Anodonta cygnea
Беззубки раздельнополы, но встречаются и популяции гермафродитов. Самцы через выводной сифон выбрасывают сперматозоиды в воду. Через входной сифон самки они попадают в её тело и оплодотворяют имеющиеся там яйцеклетки. Эмбрионы развиваются в наружных полужабрах самки, обычно с осени в течение всей зимы (т. н. жаберная беременность). Перед этим периодом у самок развиваются особые вентиляционные трубочки, предназначенные для улучшения газообмена развивающихся в жабрах эмбрионов. Эмбрионы, достигнув стадии личинки, покидают его через выводной сифон (как правило, это происходит весной, одновременно выбрасывается до 600 тыс. глохидиев). Личинки — глохидии — обычно довольно крупные, имеют двустворчатую раковину, каждая створка которой вооружена крючком. Совершая движения створками, личинка всплывает со дна, при помощи клейкой биссусной нити и зубчиков на створках прикрепляется к проплывающей рыбе, вгрызаясь в её кожу, и некоторое время паразитирует под кожей, где образуется особая опухоль. Развившийся молодой моллюск покидает тело хозяина, опускается на дно и начинает самостоятельное существование. Такой механизм способствует широкому распространению потомства.

## Значение
Являясь активными фильтраторами, беззубки способствуют биологическому очищению водоёмов. Личинки и молодые особи поедаются рыбами. Мясо и раковины беззубок идут на корм домашним животным, их также употребляют в пищу. Из раковин многих беззубок изготавливают перламутровые пуговицы. Беззубки также используются в экологических исследованиях.

## Виды
В настоящее время в роде беззубок (Anodonta) выделяют следующие виды:
- Anodonta anatina Linné, 1758
- Anodonta beringiana Middendorff, 1851
- Anodonta californiensis I. Lea, 1852
- Anodonta cataracta Say, 1817
- Anodonta couperiana I. Lea, 1840
- Anodonta cygnea Linné, 1758 — Обыкновенная беззубка, или лебединая беззубка[16]
- Anodonta cyrea Drouët, 1881
- Anodonta dejecta Lewis, 1875
- Anodonta impura Say, 1829
- Anodonta lurulenta Morelet, 1849
- Anodonta kennerlyi I. Lea, 1860
- Anodonta nuttalliana I. Lea, 1838
- Anodonta oregonensis I. Lea, 1838
- Anodonta pseudodopsis Locard, 1883
- Anodonta vescoiana Bourguignat, 1856

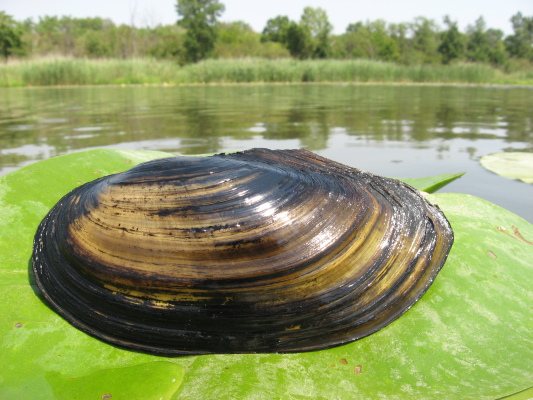
Обыкновенная беззубка (Anodonta cygnea)
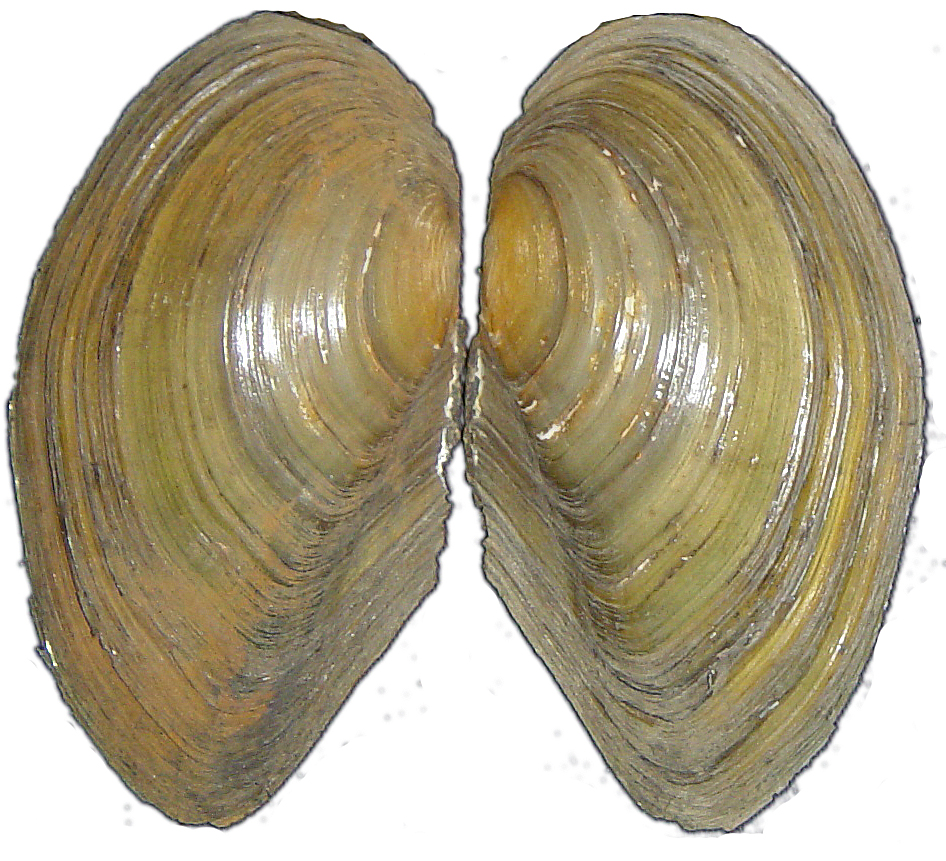
Anodonta anatina
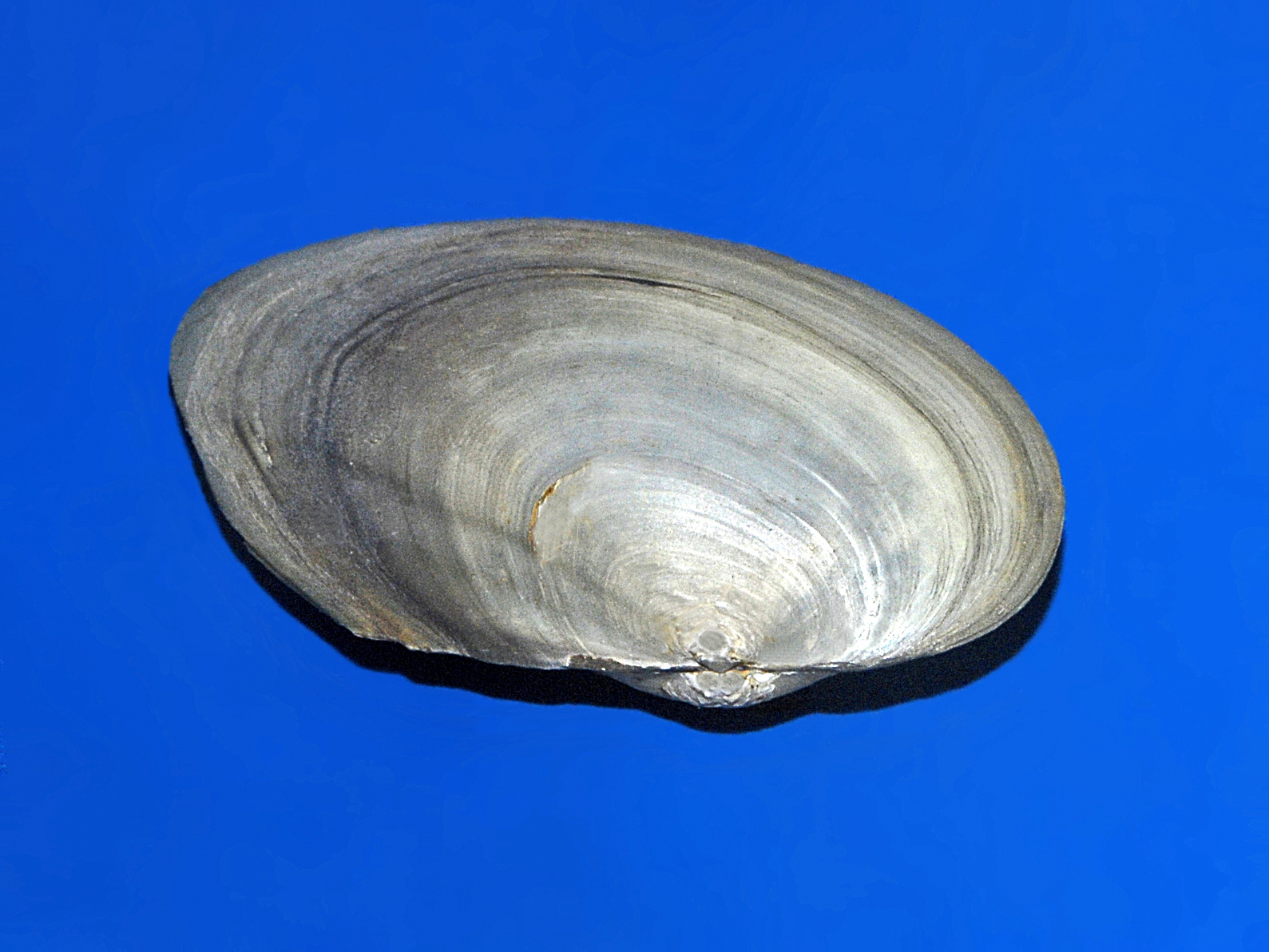
Anodonta cataracta